# Кашапов, Рафис Рафаилович
Рафис Рафаилович Кашапов (тат. Рәфис Рафаил улы Кашапов) — татарский правозащитник, националист, политик и активист. Был обвинён российской властью в возбуждении ненависти либо вражды в 2009 году получил полтора года условно, в 2015 году — три года лишения свободы за призывы к сепаратизму. Правозащитная организация «Мемориал» и «Союз поддержки политзаключённых» признали Кашапова политзаключённым. В 2018 году покинул Россию.

## Биография
Родился 2 июля 1958 года в селе Тумутук Азнакаевского района. В советский период подвергался гонениям, был трижды судим.
С конца 1980-х годов был членом  татарского общественного  центристского национального движения «Всетатарский общественный центр», провозглашавшего курс на выход Татарстана из состава России. Долгое время возглавлял его отделение в Набережных Челнах.
В 2003 году после американского вторжения в Ирак Рафис Рафаилович организовал митинг в поддержку Ирака. Позднее из-за распространявшихся на митинге листовок против него было возбуждено уголовное дело по подозрению в разжигании межнациональной розни, но суд признал обвинения несостоятельными, прокуратура даже принесла Рафису Кашапову извинения.
В 2009 Рафис Кашапов был осуждён на два года условно за размещённые в личном блоге публикации, среди которых были «Тайное завещание Петра I» и «Нет христианизации».
В декабре 2014 года Рафис Кашапов, проживавший в Набережных Челнах, был арестован и перевезён в Казань, в доме, где он проживал, был проведён обыск. В Казани Кашапов был взят под стражу. В отношении него было возбуждено уголовное дело по ч. 1 ст. 282 УК РФ («Возбуждение ненависти либо вражды, а равно унижение человеческого достоинства»).
По данным специалистов из правозащитного центра «Сова», экспертиза, на основе которой было против Кашапова было возбуждено уголовное дело, содержит «необычную терминологию, плохо совместимую со статьей 282». Также центром «Сова» была проведена собственная экспертиза текстов, было сделано заключение, что в них не содержатся признаки возбуждения ненависти на национальной почве, а также призывы к военным действиям. Кроме того, специалисты центра приняли, что согласно разъяснению Верховного суда критика властей РФ не должна рассматриваться как возбуждение ненависти и преследоваться по статье 282 УК РФ.
В январе 2015 года Рафис Кашапов, находясь в тюрьме, начал голодовку «в знак протеста против политических репрессий в России, беспредела российской прокуратуры и судов, нарушения прав коренных народов России и участия России в военном конфликте на Украине».
В мае 2015 года правозащитный центр «Мемориал» признал Рафиса Кашапова политическим заключённым, поскольку по заключению специалистов центра «преследование осуществляется исключительно в связи с реализацией права на свободу выражения мнения; в инкриминируемых Кашапову текстах нет призывов к насилию и дискриминации; арест как мера пресечения неадекватен возможной общественной опасности публикаций „Вконтакте“; при рассмотрении ходатайств следствия об избрании и продлении меры пресечения был нарушен принцип гласности; следствие оказывает на Кашапова и его супругу психологическое давление… Формулировка обвинения абсурдна и основана на произвольной трактовке ст. 282 УК».
В июле 2015 года против Рафиса Рафаиловича было возбуждено уголовное дело по статьям 282 и 280.1 («Призывы») УК РФ, которые по мнению следствия, содержались в трёх постах, опубликованных на страницах аккаунта Рафиса Кашапова в соцсети «Вконтакте» под заголовками «Крым и Украина будут свободны от оккупантов», «Вчера — Гитлер и Данциг, сегодня — Путин и Донецк!», «Защитим Украину и весь тюркский мир», а также фотоколлаже под названием «Где Россия — там смерть и слезы».
Летом 2015 года Рафису Кашапову также было предъявлено обвинение по внесенной в УК РФ мае 2014 года ч. 2 ст. 280.1 УК РФ («Публичные призывы к осуществлению действий, направленных на нарушение территориальной целостности Российской Федерации, совершенные с использованием сети „Интернет“»).
В сентябре 2015 года суд признал Рафиса Кашапова виновным и приговорил его к трём годам лишения свободы.
В январе 2016 года Рафис Кашапов подал жалобу в ЕСПЧ.
В марте 2016 года сообщалось, что по обвинению о призывах к сепаратизму может быть возбуждено уголовное дело против Нафиса Кашапова, который приходится Рафису братом.
В январе 2017 года Рафис Кашапов подал жалобу в Конституционный суд, поскольку он был осуждён за «высказывания, в которых нет призывов к насилию», следовательно приговор в отношении него является нарушением свободы слова, гарантированной Конституцией.
В мае 2017 года Татарский общественный центр (ТОЦ), одно из отделений которого возглавляет Рафис Кашапов, был объявлен российским судом экстремистской организацией.
Вышел на свободу 27 декабря 2017 года, отбыв назначенный судом срок в полном объёме. Уехал в Киев, позже в 2018 году власти Великобритании предоставили Рафису Кашапову политическое убежище на пять лет.
В 2022 году вошёл в координационный совет Форума свободных народов России.
27 января 2023 года был включён Министерством юстиции в список иностранных агентов.

## Семья
Состоит в браке, имеет дочь и сына. Есть брат-близнец Нафис Кашапов.